# Родом ниоткуда
«Родом ниоткуда» — четвёртый студийный альбом рок-группы «Пикник», записанный и выпущенный в 1988 году. Запись проходила в Москве на фирме грамзаписи «Мелодия». Песни в этом альбоме очень лиричные, а в плане мелодий «Родом ниоткуда» получил отзывы критиков как «первый альбом «заматеревшего» «Пикника». В 2003 году группа записывает ремейк этого альбома.
В 2004 году студия Grand Records выпустила новую версию альбома (ремейк 2003 года) с единственным бонус-треком - специальной версией песни «Инквизитор».
в 2014 году альбом был переиздан без бонусов на виниловой пластинке музыкальным издательством «Бомба Мьюзик» в рамках «Жёлтой серии» альбомов группы «Пикник».

## Список композиций
| №  | Название                                           | Длительность |
| -- | -------------------------------------------------- | ------------ |
| 1. | «Я невидим»                                        | 6:00         |
| 2. | «Интересно»                                        | 5:38         |
| 3. | «Нет берегов»                                      | 5:04         |
| 4. | «Романс»                                           | 2:24         |
| 5. | «Это он»                                           | 4:37         |
| 6. | «Стоя на этой лестнице (вспоминая „Led Zeppelin“)» | 5:04         |
| 7. | «Дай себя сорвать»                                 | 5:04         |
| 8. | «Всё остальное — дым»                              | 2:45         |

## Участники записи
- Эдмунд Шклярский — вокал, лидер-гитара, клавишные
- Александр Савельев — гитара
- Виктор Евсеев — бас-гитара, бэк-вокал
- Сергей Воронин — клавишные
- Юрий Ключанцев — клавишные, саксофон
- Леонид Кирнос — ударные
- Мастеринг: М. Насонкин
- Звукорежиссёр оригинальной версии альбома: Ю.Богданов
- Редактор: Дэ’Стеклов
- Компьютерный дизайн: Б. Смирнов, Э. Ковалёв
- Продюсер: О. Круглов
- Запись подготовлена при участии фирмы «Дигитон»